# Франсіско Мвепу
Франсіско Мвепу (англ. Fransisco Mwepu, нар. 29 лютого 2000, Чамбіши, Замбія) — замбійський футболіст, півзахисник австрійського клубу «Штурм» та національної збірної Замбії.

## Клубна кар'єра
Франсіско Мвепу починав грати у футбол на батьківщині у клубах «Кафу Селтік» та «Ред Арроуз». У 2018 році Мвепу проходив оглядини в австрійському клубі  «Зальцбург». Але контракт так і не було узгоджено.
У серпні 2020 року він перебрався до Європи, де приєнався до іншого австрійського клубу «Штурм». В той же час футболіст був заявлений і за дублюючий склад.

## Збірна
З 2020 року Франсіско Мвепу є гравцем національної збірної Замбії.

## Особисте життя
Франсіско є братом Енока Мвепу - професійного футболіста, відомого своїми виступами у клубах «Зальцбург», «Брайтон енд Гоув Альбіон» та національній збірній Замбії.